# ماري سليمان
ماري سليمان (1961-) مغنية لبنانية

## حياتها
ولدت في بلدة كفر شيما، تأثرت بالأجواء الأدبية والفنية وبمن سبقها بالفن من أبناء بلدتها. كان والدها يقوم بإنشاد أغاني الموسيقار محمد عبد الوهاب تلقّت علومها في مدرسة «راهبات الأنطونيات» في كفرشيما. تفـتحت موهبتها أثناء التراتيل الدينية في المدرسة بتشجيع من زوجها لاحقا

## مشوارها الفني
في عام 1980 شاركت في برنامج ستديو الفن، الذي أشرف على إعداده الاعلامي رشاد بيبي، إذ لم تكن قد اكملت السادسة عشرة من العمر. تقدّمت وفازت عن فئة الأغنية الكلاسيكية  للحضور والصوت معا وقدّمت أثنائها أغنية الفنان محمد عبد الوهاب " في يوم وليلة وحصلت على المرتبة الأولى عن محافظة جبل لبنان.انضمت إلى المعهد الموسيقي واستكمال علومها الموسيقية إلى جانب التوجيهات من الملحن والناقد الساخر سامي الصيداوي أحد مؤسّسي الأغنية اللبنانية. أغنيتها الأولى كانت مع الموسيقار ملحم بركات بأغنية "لما الحب بتشعل نارو" وصورت أول فيديو كليب مع المخرج باسم كريستو كما قدمت أغاني ميلادية أهمها ميلاد يسوع، نجمة بعيدي، أنا الأم الحزينة وشاركت بمهرجانات عربية عديدة

### الغياب والعودة
غابت عن الساحة الفنية سنوات طويلة، لكنها عادت من جديد في صيف 2006 عبر شركة روتانا التي أنتجت لها ألبومها بكرا منشوف لتعتزل بعدها الفن
عام 2016 طرحت أغنية منفردة بعنوان صرت أحلى من كلمات الأديب جورج جرداق، وألحان الفنان فيلمون وهبي 

### مشاركتها كعضو لجنة تحكيم
كانت عضو في لجنة تحكيم لجوائز الموريكس دور الذهبية عام 2011، حيث قدمت في حفل تسليم الجوائز دويتو مع الفنان وائل كفوري حمل عنوان «شو قيمة النظرة» بأداء رائع أعاد إلى الساحة السؤال عن سر غياب هذا الصوت.

## الألبومات[6]
| العام | الألبوم      | المنتج       |
| ----- | ------------ | ------------ |
| 1988  | أحب الحب     | ريلاكس إن    |
| 1991  | كلمة تانية   | ريلاكس إن    |
| 1992  | الصوت والحلم | ميوزيك ماستر |
| 1993  | بفهم عليك    | ميوزيك ماستر |
| 1993  | اكتبلي       | ميوزيك ماستر |
| 1994  | قالوا        | ميوزيك ماستر |
| 1998  | ده مكاني     | ميوزيك ماستر |
| 2006  | بكرا منشوف   | روتانا       |

## الأغاني المصورة
| الأغنية             | المخرج      | المنتج       |
| ------------------- | ----------- | ------------ |
| لما الحب بتشعل نارو |             | ريلاكس إن    |
| ما تنسى حبيبي       |             | ريلاكس إن    |
| كلمة ثانية          |             | ريلاكس إن    |
| تستاهل كل الخير     |             | ريلاكس إن    |
| لولاك ما بغني       |             | ريلاكس إن    |
| مبروك عليك العيد    |             | ريلاكس إن    |
| عصافير الحب         |             | ريلاكس إن    |
| في عينيك بدور       |             | ميوزيك ماستر |
| هوه فين دي الوقتي   |             | ميوزيك ماستر |
| مش مستحيل ارجع لحبك | هاني طمبة   | في اي بي     |
| حب العيون           |             | ميوزيك ماستر |
| يمكن                | جورج غياض   | ميوزيك ماستر |
| نجوم الظهر          | باسم كريستو | ميوزيك ماستر |
| ده مكاني            | باسم كريستو | ميوزيك ماستر |
| بكرا بنشوف          | عادل سرحان  | روتانا       |

## أشهر أغانيها
- بفهم عليك
- بيني وبينك
- ده مكاني
- في عينيك بدوّر
- نجوم الظهر
- أول دقة
- لما الحب تشعل نارو